# Olympische Sommerspiele 1896/Schießen
Bei den I. Olympischen Spielen 1896 in Athen fanden fünf Wettbewerbe im Sportschießen statt. Austragungsort war die Schießanlage Skopeftirion im Vorort Kallithea.

## Medaillenspiegel
| Platz | Land               | Silber | Bronze | Dritter | Gesamt |
| ----- | ------------------ | ------ | ------ | ------- | ------ |
| 1     | Griechenland       | 3      | 3      | 3       | 9      |
| 2     | Vereinigte Staaten | 2      | 1      | –       | 3      |
| 3     | Dänemark           | –      | 1      | 2       | 3      |

## Ergebnisse

### Armeegewehr 300 m
| Platz | Land | Sportler            | Punkte |
| ----- | ---- | ------------------- | ------ |
| 1     | GRE  | Georgios Orfanidis  | 1583   |
| 2     | GRE  | Ioannis Frangoudis  | 1312   |
| 3     | DEN  | Viggo Jensen        | 1305   |
| 4     | GRE  | Anastasios Metaxas  | 1102   |
| 5     | GRE  | Pantelis Karasevdas | 1039   |

Datum: 11. April 1896 

20 Teilnehmer aus 3 Ländern

### Armeegewehr 200 m
| Platz | Land | Sportler            | Punkte |
| ----- | ---- | ------------------- | ------ |
| 1     | GRE  | Pantelis Karasevdas | 2320   |
| 2     | GRE  | Pavlos Pavlidis     | 1978   |
| 3     | GRE  | Nikolaos Trikoupis  | 1718   |
| 4     | GRE  | Anastasios Metaxas  | 1701   |
| 5     | GRE  | Georgios Orfanidis  | 1698   |
| 6     | DEN  | Viggo Jensen        | 1640   |
| 7     | GRE  | Georgios Diamantis  | 1456   |
| 8     | CHE  | Albert Baumann      | 1294   |
| 9     | GRE  | Ioannis Theofilakis | 1261   |
| 10    | GBR  | Sidney Merlin       | 1156   |

Datum: 9. April 1896 

42 Teilnehmer aus 7 Ländern

### Freie Pistole 30 m
| Platz | Land | Sportler             | Punkte |
| ----- | ---- | -------------------- | ------ |
| 1     | USA  | Sumner Paine         | 442    |
| 2     | DEN  | Holger Louis Nielsen | k. A.  |
| 3     | GRE  | Ioannis Frangoudis   | k. A.  |
| 4     | GRE  | Leonidas Morakis     | k. A.  |
| 5     | GRE  | Georgios Orfanidis   | k. A.  |

Datum: 11. April 1896 

5 Teilnehmer aus 3 Ländern

### Dienstrevolver 25 m
| Platz | Land | Sportler           | Punkte |
| ----- | ---- | ------------------ | ------ |
| 1     | USA  | John Paine         | 442    |
| 2     | USA  | Sumner Paine       | 380    |
| 3     | GRE  | Nikolaos Morakis   | 205    |
| 4     | GRE  | Ioannis Frangoudis | k. A.  |
| 5     | DEN  | Holger Nielsen     | k. A.  |

Datum: 10. April 1896 

16 Teilnehmer aus 4 Ländern

### Schnellfeuerpistole 25 m
| Platz | Land | Sportler             | Punkte |
| ----- | ---- | -------------------- | ------ |
| 1     | GRE  | Ioannis Frangoudis   | 344    |
| 2     | GRE  | Georgios Orfanidis   | 249    |
| 3     | DEN  | Holger Louis Nielsen | k. A.  |
| 4     | GBR  | Sidney Merlin        | DNF    |

Datum: 11. April 1896 

4 Teilnehmer aus 3 Ländern